# サニックスワールドラグビーユース交流大会2025
サニックスワールドラグビーユース交流大会2025は、2025年4月28日から5月5日までグローバルアリーナ（福岡県宗像市）で開催される、サニックスワールドラグビーユース交流大会である。サニックスホールディングスが特別協賛し、高校生世代の国内・海外チームが対戦する。男子15人制は24回目、女子7人制大会は12回目となる。

## 概要
出典：
- 会場：グローバルアリーナ（福岡県宗像市）- スタジアム、フィールドA・B・C
- 主催：日本ラグビーフットボール協会、サニックススポーツ振興財団、グローバルアリーナ
- 主管（運営）：九州ラグビーフットボール協会、福岡県ラグビーフットボール協会、福岡県高等学校体育連盟ラグビー専門部、サニックスワールドラグビーユース交流大会実行委員会
- 後援：スポーツ庁、全国高等学校体育連盟、福岡県、福岡県教育委員会、福岡県スポーツ協会、宗像市、宗像市教育委員会、宗像市スポーツ協会、福岡県国際交流センター、ラグビーマガジン、ジェイ・スポーツ、朝日新聞社、西日本新聞社、毎日新聞社
- 特別協賛：サニックスホールディングス
- 協賛：後述
- 年齢資格は、2007年1月1日～2010年12月31日生まれ。
- 優勝・準優勝のチームを表彰する。
- 男子は15人制、女子は7人制。
- 大会アンバサダー：新谷あやか（2年目）[2]

## 出場校
出典：

### 男子出場チーム（16チーム）
海外チーム枠は8チームだが、6チーム出場にとどまったため、国内チームの出場枠を2チーム増やした。
| 出場枠                                                                                            | 出場チーム                                            | 出場チーム                           |
| ------------------------------------------------------------------------------------------------- | ----------------------------------------------------- | ------------------------------------ |
| 各国ラグビー協会から推薦された 海外8チーム （→ 6チームにとどまる）                                | バーカー カレッジ（オーストラリア）                   | バーカー カレッジ（オーストラリア）  |
| 各国ラグビー協会から推薦された 海外8チーム （→ 6チームにとどまる）                                | ジェングオ ハイスクール（中華台北）                   |                                      |
| 各国ラグビー協会から推薦された 海外8チーム （→ 6チームにとどまる）                                | SGS フィルトン カレッジ（イングランド）               |                                      |
| 各国ラグビー協会から推薦された 海外8チーム （→ 6チームにとどまる）                                | ラトゥ カダヴレヴ スクール （フィジー）               |                                      |
| 各国ラグビー協会から推薦された 海外8チーム （→ 6チームにとどまる）                                | ベゼ ハイスクール（韓国）                             |                                      |
| 各国ラグビー協会から推薦された 海外8チーム （→ 6チームにとどまる）                                | ハミルトン ボーイズ ハイスクール （ニュージーランド） |                                      |
| 本大会予選会 （2025年1月開催）優勝1チーム                                                         | 優勝                                                  | 京都成章高等学校（京都）             |
| 第104回全国高等学校ラグビーフットボール大会 （2024年12月-2025年1月開催）上位2チーム               | 優勝                                                  | 桐蔭学園高等学校（神奈川）           |
| 第104回全国高等学校ラグビーフットボール大会 （2024年12月-2025年1月開催）上位2チーム               | 準優勝                                                | 東海大学付属大阪仰星高等学校（大阪） |
| 第26回全国高等学校選抜ラグビーフットボール大会 （2025年3月開催）上位4チーム （→ 6チームに増やす） | 優勝                                                  | 桐蔭学園高等学校（神奈川）           |
| 第26回全国高等学校選抜ラグビーフットボール大会 （2025年3月開催）上位4チーム （→ 6チームに増やす） | 準優勝                                                | 京都成章高等学校（京都）             |
| 第26回全国高等学校選抜ラグビーフットボール大会 （2025年3月開催）上位4チーム （→ 6チームに増やす） | ベスト4                                               | 東福岡高等学校 （福岡）              |
| 第26回全国高等学校選抜ラグビーフットボール大会 （2025年3月開催）上位4チーム （→ 6チームに増やす） | ベスト4                                               | 御所実業高等学校（奈良）             |
| 第26回全国高等学校選抜ラグビーフットボール大会 （2025年3月開催）上位4チーム （→ 6チームに増やす） | ベスト8                                               | 京都工学院高等学校 （京都）          |
| 第26回全国高等学校選抜ラグビーフットボール大会 （2025年3月開催）上位4チーム （→ 6チームに増やす） | ベスト8                                               | 大阪桐蔭高等学校（大阪）             |
| 第26回全国高等学校選抜ラグビーフットボール大会 （2025年3月開催）上位4チーム （→ 6チームに増やす） | ベスト8                                               | 東海大学付属相模高等学校（神奈川）   |
| 第26回全国高等学校選抜ラグビーフットボール大会 （2025年3月開催）上位4チーム （→ 6チームに増やす） | ベスト8                                               | 佐賀工業高等学校（佐賀）             |
| 九州ラグビーフットボール協会から推薦された1チーム                                                 | 長崎北陽台高等学校（長崎）                            | 長崎北陽台高等学校（長崎）           |

### 女子出場チーム（8チーム）
| 出場枠                                            | 出場チーム                                                 |
| ------------------------------------------------- | ---------------------------------------------------------- |
| 各国ラグビー協会から推薦された海外4チーム         | キングス クリスティアン カレッジ （オーストラリア）        |
| 各国ラグビー協会から推薦された海外4チーム         | ラフボロー カレッジ （イングランド）                       |
| 各国ラグビー協会から推薦された海外4チーム         | ハウィック カレッジ （ニュージーランド）                   |
| 各国ラグビー協会から推薦された海外4チーム         | ホンコンチャイナ ジュニア ドラゴンズ（ホンコン・チャイナ） |
| 日本ラグビーフットボール協会から推薦された1チーム | 関東学院六浦高等学校 （神奈川）                            |
| 関東ラグビーフットボール協会から推薦された1チーム | 麗澤高等学校 （千葉）                                      |
| 関西ラグビーフットボール協会から推薦された1チーム | 四日市メリノール学院高等学校（三重）                       |
| 九州ラグビーフットボール協会から推薦された1チーム | 福岡ラグビーフットボールクラブ（福岡）                     |

## 日程
出典：
| 日                | 男子（15人制）       | 女子（7人制）        |
| ----------------- | -------------------- | -------------------- |
| 2025年4月27日(日) | 代表者会議           | 代表者会議           |
| 4月28日(月)       | 予選リーグ           | 予選リーグ           |
| 4月29日(火祝)     | 予選リーグ           | 順位決定トーナメント |
| 4月30日(水)       | 休養日               |                      |
| 5月1日(木)        | 予選リーグ           |                      |
| 5月2日(金)        | 休養日               |                      |
| 5月3日(土祝)      | 順位決定トーナメント |                      |
| 5月4日(日祝)      | 休養日               |                      |
| 5月5日(月祝)      | 順位決定トーナメント |                      |

## 競技方法

### 男子15人制
- 予選リーグは25分ハーフ。4チームずつ4プールに分かれ、総当たり戦（各チーム3試合実施）。勝ち点でプール内の順位を決める。勝ち点は、勝ち4・引き分け2・負け0、勝ち負けに関係なく3トライ以上で1追加、7点差以内の負けで1追加[4]。勝ち点でプール内順位を決めるが、同点の場合は「当該チーム間の勝者」→「得失点差」→「総得点」などの優先順位により、規定で決定する[4]。
- 順位決定トーナメントは30分ハーフ。プール内の順位が同じチームで、順位決定トーナメントを行う。各プール1位は「1位～4位決定トーナメント」、各プール2位は「5位～8位決定トーナメント」、各プール3位は「9位～12位決定トーナメント」、各プール4位は「13位～16位決定トーナメント」で競う。同点の場合は「トライ数」→「ペナルティトライ数」→「トライ後のゴール数」などの優先順位により、規定で決定する[4]。ただし、決勝戦の同点は両者優勝とし、最終順位が決まる試合での同点は引き分け（同じ最終順位）となる[4]。

### 女子セブンズ
- 予選リーグは、4チームずつ2プールに分かれ、総当たり戦（各チーム3試合実施）。勝ち点は、勝ち3・引き分け2・負け1・棄権0。勝ち点により、各プールでの順位を決める。同点の場合は、「当該チーム間の勝者」→「得失点差」→「総得点」などの優先順位により、規定で決定する[5]。
- 順位決定トーナメントは、各プール1・2位チームによる「1位～4位決定トーナメント」、各プール3・4位チームによる「5位～8位決定トーナメント」を行う。同点の場合は「トライ数」→「ペナルティトライ数」→「トライ後のゴール数」→「サドンデスの延長戦」の優先順位により決定する[5]。

## 試合結果 女子セブンズ
- 出典：[6]
- 時刻はすべて日本標準時 (UTC+9)

### 女子 予選リーグ
各プール1・2位が、1～4位決定トーナメント進出。各プール3・4位が、5～8位決定トーナメント進出。

#### 女子 プールA
| 順位 | チーム                                              | 試合数 | 勝 | 分 | 負 | トライ | ゴール | PG | DG | 得点 | 失点 | 得失点差 | 勝ち点 | 順位決定トーナメント     |
| ---- | --------------------------------------------------- | ------ | -- | -- | -- | ------ | ------ | -- | -- | ---- | ---- | -------- | ------ | ------------------------ |
| 1    | 関東学院六浦高等学校 （神奈川）                     | 3      | 3  | 0  | 0  | 13     | 8      | 0  | 0  | 81   | 34   | 47       | 9      | 1～4位決定トーナメントへ |
| 2    | 四日市メリノール学院高等学校（三重）                | 3      | 2  | 0  | 1  | 14     | 5      | 0  | 0  | 80   | 42   | 38       | 7      | 1～4位決定トーナメントへ |
| 3    | キングス クリスティアン カレッジ （オーストラリア） | 3      | 1  | 0  | 2  | 5      | 5      | 0  | 0  | 35   | 72   | -37      | 5      | 5～8位決定トーナメントへ |
| 4    | ラフボロー カレッジ （イングランド）                | 3      | 0  | 0  | 3  | 6      | 2      | 0  | 0  | 34   | 82   | -48      | 3      | 5～8位決定トーナメントへ |

| 2025年4月28日 10:00 | キングス クリスティアン | 7-33     | 関東学院六浦 | グローバルアリーナフィールドA |
| 2025年4月28日 10:00 | T: 1 G: 1               | レポート | T: 5 G: 4    | グローバルアリーナフィールドA |

| 2025年4月28日 10:20 | ラフボロー カレッジ | 7-41     | 四日市メリノール学院 | グローバルアリーナフィールドA |
| 2025年4月28日 10:20 | T: 1 G: 1           | レポート | T: 7 G: 3            | グローバルアリーナフィールドA |

| 2025年4月28日 12:00 | キングス クリスティアン | 7-22     | 四日市メリノール学院 | グローバルアリーナフィールドA |
| 2025年4月28日 12:00 | T: 1 G: 1               | レポート | T: 4 G: 1            | グローバルアリーナフィールドA |

| 2025年4月28日 12:20 | ラフボロー カレッジ | 10-20    | 関東学院六浦 | グローバルアリーナフィールドA |
| 2025年4月28日 12:20 | T: 2                | レポート | T: 4         | グローバルアリーナフィールドA |

| 2025年4月28日 14:00 | キングス クリスティアン | 21-17    | ラフボロー カレッジ | グローバルアリーナフィールドA |
| 2025年4月28日 14:00 | T: 3 G: 3               | レポート | T: 3 G: 1           | グローバルアリーナフィールドA |

| 2025年4月28日 14:20 | 関東学院六浦 | 28-17    | 四日市メリノール学院 | グローバルアリーナフィールドA |
| 2025年4月28日 14:20 | T: 4 G: 4    | レポート | T: 3 G: 1            | グローバルアリーナフィールドA |

#### 女子 プールB
| 順位 | チーム                                                     | 試合数 | 勝 | 分 | 負 | トライ | ゴール | PG | DG | 得点 | 失点 | 得失点差 | 勝ち点 | 順位決定トーナメント     |
| ---- | ---------------------------------------------------------- | ------ | -- | -- | -- | ------ | ------ | -- | -- | ---- | ---- | -------- | ------ | ------------------------ |
| 1    | 福岡ラグビーフットボールクラブ（福岡）                     | 3      | 3  | 0  | 0  | 16     | 5      | 0  | 0  | 90   | 17   | 73       | 9      | 1～4位決定トーナメントへ |
| 2    | ハウィック カレッジ （ニュージーランド）                   | 3      | 2  | 0  | 1  | 12     | 9      | 0  | 0  | 78   | 35   | 43       | 7      | 1～4位決定トーナメントへ |
| 3    | 麗澤高等学校 （千葉）                                      | 3      | 1  | 0  | 2  | 10     | 4      | 0  | 0  | 58   | 65   | -7       | 5      | 5～8位決定トーナメントへ |
| 4    | ホンコンチャイナ ジュニア ドラゴンズ（ホンコン・チャイナ） | 3      | 0  | 0  | 3  | 2      | 1      | 0  | 0  | 12   | 121  | -109     | 3      | 5～8位決定トーナメントへ |

| 2025年4月28日 10:40 | ハウィック カレッジ | 12-14    | 福岡 RFC  | グローバルアリーナフィールドA |
| 2025年4月28日 10:40 | T: 2 G: 1           | レポート | T: 2 G: 2 | グローバルアリーナフィールドA |

| 2025年4月28日 11:00 | ホンコンチャイナ Jドラゴンズ | 5-39     | 麗澤      | グローバルアリーナフィールドA |
| 2025年4月28日 11:00 | T: 1                         | レポート | T: 7 G: 2 | グローバルアリーナフィールドA |

| 2025年4月28日 12:40 | ハウィック カレッジ | 31-14    | 麗澤      | グローバルアリーナフィールドA |
| 2025年4月28日 12:40 | T: 5 G: 3           | レポート | T: 2 G: 2 | グローバルアリーナフィールドA |

| 2025年4月28日 13:00 | ホンコンチャイナ Jドラゴンズ | 0-47     | 福岡 RFC  | グローバルアリーナフィールドA |
| 2025年4月28日 13:00 |                              | レポート | T: 9 G: 1 | グローバルアリーナフィールドA |

| 2025年4月28日 14:40 | ハウィック カレッジ | 35-7     | ホンコンチャイナ Jドラゴンズ | グローバルアリーナフィールドA |
| 2025年4月28日 14:40 | T: 5 G: 5           | レポート | T: 1 G: 1                    | グローバルアリーナフィールドA |

| 2025年4月28日 15:00 | 福岡 RFC  | 29-5     | 麗澤 | グローバルアリーナフィールドA |
| 2025年4月28日 15:00 | T: 5 G: 2 | レポート | T: 1 | グローバルアリーナフィールドA |

### 女子 順位決定トーナメント

#### 女子 5～8位決定 1回戦
| 2025年4月29日 12:00 | キングス クリスティアン | 38-7     | ホンコンチャイナ Jドラゴンズ | グローバルアリーナフィールドA |
| 2025年4月29日 12:00 | T: 6 G: 4               | レポート | T: 1 G: 1                    | グローバルアリーナフィールドA |

| 2025年4月29日 12:20 | ラフボロー カレッジ | 26-22    | 麗澤      | グローバルアリーナフィールドA |
| 2025年4月29日 12:20 | T: 4 G: 3           | レポート | T: 4 G: 1 | グローバルアリーナフィールドA |

#### 女子 1～4位決定 1回戦
| 2025年4月29日 12:40 | 関東学院六浦 | 17-0     | ハウィック カレッジ | グローバルアリーナフィールドA |
| 2025年4月29日 12:40 | T: 3 G: 1    | レポート |                     | グローバルアリーナフィールドA |

| 2025年4月29日 13:00 | 四日市メリノール学院 | 26-19    | 福岡 RFC  | グローバルアリーナフィールドA |
| 2025年4月29日 13:00 | T: 4 G: 3            | レポート | T: 3 G: 2 | グローバルアリーナフィールドA |

#### 女子 7位決定戦
| 2025年4月29日 14:00 | ホンコンチャイナ Jドラゴンズ | 0-36     | 麗澤      | グローバルアリーナフィールドA |
| 2025年4月29日 14:00 |                              | レポート | T: 6 G: 3 | グローバルアリーナフィールドA |

#### 女子 5位決定戦
| 2025年4月29日 14:20 | キングス クリスティアン | 17-7     | ラフボロー カレッジ | グローバルアリーナフィールドA |
| 2025年4月29日 14:20 | T: 3 G: 1               | レポート | T: 1 G: 1           | グローバルアリーナフィールドA |

#### 女子 3位決定戦
| 2025年4月29日 15:10 | ハウィック カレッジ | 5-27     | 福岡 RFC  | グローバルアリーナスタジアム |
| 2025年4月29日 15:10 | T: 1                | レポート | T: 5 G: 1 | グローバルアリーナスタジアム |

#### 女子 決勝戦
| 2025年4月29日 15:40 | 関東学院六浦 | 19-5     | 四日市メリノール学院 | グローバルアリーナスタジアム |
| 2025年4月29日 15:40 | T: 3 G: 2    | レポート | T: 1                 | グローバルアリーナスタジアム |

## 試合結果 男子15人制
- 出典：[7]
- 時刻はすべて日本標準時 (UTC+9)

### 男子 予選リーグ
A・B・C・D各プール4チームで予選リーグを対戦。プール1位どうしで1～4位決定トーナメントに進出。プール2位は5～8位決定トーナメントへ、プール3位は9～12位決定トーナメントへ、プール4位は13～16位決定トーナメントへ進む。

#### 男子 プールA
| 順位 | チーム                                  | 試合数 | 勝 | 分 | 負 | トライ | ゴール | PG | DG | 得点 | 失点 | 得失点差 | 勝ち点 | 順位決定トーナメント       |
| ---- | --------------------------------------- | ------ | -- | -- | -- | ------ | ------ | -- | -- | ---- | ---- | -------- | ------ | -------------------------- |
| 1    | 大阪桐蔭高等学校（大阪）                | 3      | 3  | 0  | 0  | 16     | 8      | 1  | 0  | 99   | 17   | 82       | 14     | 1～4位決定トーナメントへ   |
| 2    | 桐蔭学園高等学校（神奈川）              | 3      | 2  | 0  | 1  | 17     | 12     | 1  | 0  | 112  | 34   | 78       | 10     | 5～8位決定トーナメントへ   |
| 3    | SGS フィルトン カレッジ（イングランド） | 3      | 1  | 0  | 2  | 6      | 4      | 0  | 0  | 38   | 75   | -37      | 5      | 9～12位決定トーナメントへ  |
| 4    | ジェングオ ハイスクール（中華台北）     | 3      | 0  | 0  | 3  | 2      | 1      | 1  | 0  | 15   | 138  | -123     | 0      | 13～16位決定トーナメントへ |

| 2025年4月28日 10:00 | SGS フィルトン カレッジ | 0-24     | 大阪桐蔭  | グローバルアリーナスタジアム |
| 2025年4月28日 10:00 |                         | レポート | T: 4 G: 2 | グローバルアリーナスタジアム |

| 2025年4月28日 11:20 | ジェングオ ハイスクール | 0-59     | 桐蔭学園  | グローバルアリーナフィールドB |
| 2025年4月28日 11:20 |                         | レポート | T: 9 G: 7 | グローバルアリーナフィールドB |

| 2025年4月29日 11:00 | SGS フィルトン カレッジ | 14-43    | 桐蔭学園  | グローバルアリーナスタジアム |
| 2025年4月29日 11:00 | T: 2 G: 2               | レポート | T: 7 G: 4 | グローバルアリーナスタジアム |

| 2025年4月29日 12:20 | ジェングオ ハイスクール | 7-55     | 大阪桐蔭  | グローバルアリーナフィールドB |
| 2025年4月29日 12:20 | T: 1 G: 1               | レポート | T: 9 G: 5 | グローバルアリーナフィールドB |

| 2025年5月1日 13:00 | 桐蔭学園        | 10-20    | 大阪桐蔭        | グローバルアリーナフィールドA |
| 2025年5月1日 13:00 | T: 1 G: 1 PG: 1 | レポート | T: 3 G: 1 PG: 1 | グローバルアリーナフィールドA |

| 2025年5月1日 13:00 | SGS フィルトン カレッジ | 24-8     | ジェングオ ハイスクール | グローバルアリーナフィールドA |
| 2025年5月1日 13:00 | T: 4 G: 2               | レポート | T: 1 PG: 1              | グローバルアリーナフィールドA |

#### 男子 プールB
| 順位 | チーム                                                | 試合数 | 勝 | 分 | 負 | トライ | ゴール | PG | DG | 得点 | 失点 | 得失点差 | 勝ち点 | 順位決定トーナメント       |
| ---- | ----------------------------------------------------- | ------ | -- | -- | -- | ------ | ------ | -- | -- | ---- | ---- | -------- | ------ | -------------------------- |
| 1    | 御所実業高等学校（奈良）                              | 3      | 3  | 0  | 0  | 16     | 10     | 0  | 0  | 100  | 64   | 36       | 13     | 1～4位決定トーナメントへ   |
| 2    | ハミルトン ボーイズ ハイスクール （ニュージーランド） | 3      | 2  | 0  | 1  | 20     | 17     | 1  | 0  | 137  | 53   | 84       | 11     | 5～8位決定トーナメントへ   |
| 3    | 長崎北陽台高等学校（長崎）                            | 3      | 1  | 0  | 2  | 6      | 5      | 1  | 0  | 43   | 101  | -58      | 4      | 9～12位決定トーナメントへ  |
| 4    | 東海大学付属相模高等学校（神奈川）                    | 3      | 0  | 0  | 3  | 6      | 5      | 2  | 0  | 46   | 108  | -62      | 2      | 13～16位決定トーナメントへ |

| 2025年4月28日 10:00 | 東海大学付属相模 | 25-28    | 御所実業  | グローバルアリーナフィールドB |
| 2025年4月28日 10:00 | T: 3 G: 2 PG: 2  | レポート | T: 4 G: 4 | グローバルアリーナフィールドB |

| 2025年4月28日 11:20 | ハミルトン ボーイズ ハイスクール | 47-14    | 長崎北陽台 | グローバルアリーナスタジアム |
| 2025年4月28日 11:20 | T: 7 G: 6                        | レポート | T: 2 G: 2  | グローバルアリーナスタジアム |

| 2025年4月29日 12:20 | ハミルトン ボーイズ ハイスクール | 29-32    | 御所実業  | グローバルアリーナスタジアム |
| 2025年4月29日 12:20 | T: 4 G: 3 PG: 1                  | レポート | T: 4 G: 4 | グローバルアリーナスタジアム |

| 2025年4月29日 13:40 | 東海大学付属相模 | 14-19    | 長崎北陽台 | グローバルアリーナフィールドB |
| 2025年4月29日 13:40 | T: 2 G: 2        | レポート | T: 3 G: 2  | グローバルアリーナフィールドB |

| 2025年5月1日 14:20 | ハミルトン ボーイズ ハイスクール | 61-7     | 東海大学付属相模 | グローバルアリーナスタジアム |
| 2025年5月1日 14:20 | T: 9 G: 8                        | レポート | T: 1 G: 1        | グローバルアリーナスタジアム |

| 2025年5月1日 14:20 | 御所実業  | 40-10    | 長崎北陽台      | グローバルアリーナフィールドA |
| 2025年5月1日 14:20 | T: 6 G: 5 | レポート | T: 1 G: 1 PG: 1 | グローバルアリーナフィールドA |

#### 男子 プールC
| 順位 | チーム                               | 試合数 | 勝 | 分 | 負 | トライ | ゴール | PG | DG | 得点 | 失点 | 得失点差 | 勝ち点 | 順位決定トーナメント       |
| ---- | ------------------------------------ | ------ | -- | -- | -- | ------ | ------ | -- | -- | ---- | ---- | -------- | ------ | -------------------------- |
| 1    | 東海大学付属大阪仰星高等学校（大阪） | 3      | 3  | 0  | 0  | 14     | 10     | 0  | 0  | 90   | 52   | 38       | 13     | 1～4位決定トーナメントへ   |
| 2    | バーカー カレッジ（オーストラリア）  | 3      | 1  | 0  | 2  | 16     | 12     | 0  | 0  | 104  | 86   | 18       | 7      | 5～8位決定トーナメントへ   |
| 3    | 東福岡高等学校 （福岡）              | 3      | 1  | 0  | 2  | 15     | 11     | 0  | 0  | 97   | 92   | 5        | 6      | 9～12位決定トーナメントへ  |
| 4    | 京都工学院高等学校 （京都）          | 3      | 1  | 0  | 2  | 8      | 6      | 1  | 0  | 55   | 116  | -61      | 4      | 13～16位決定トーナメントへ |

| 2025年4月28日 13:00 | バーカー カレッジ | 19-26    | 東海大学付属大阪仰星 | グローバルアリーナスタジアム |
| 2025年4月28日 13:00 | T: 3 G: 2         | レポート | T: 4 G: 3            | グローバルアリーナスタジアム |

| 2025年4月28日 14:20 | 京都工学院 | 12-47    | 東福岡    | グローバルアリーナフィールドB |
| 2025年4月28日 14:20 | T: 2 G: 1  | レポート | T: 7 G: 6 | グローバルアリーナフィールドB |

| 2025年4月29日 13:40 | バーカー カレッジ | 52-24    | 東福岡    | グローバルアリーナスタジアム |
| 2025年4月29日 13:40 | T: 8 G: 6         | レポート | T: 4 G: 2 | グローバルアリーナスタジアム |

| 2025年4月29日 15:20 | 京都工学院 | 7-36     | 東海大学付属大阪仰星 | グローバルアリーナフィールドB |
| 2025年4月29日 15:20 | T: 1 G: 1  | レポート | T: 6 G: 3            | グローバルアリーナフィールドB |

| 2025年5月1日 10:00 | 東福岡    | 26-28    | 東海大学付属大阪仰星 | グローバルアリーナスタジアム |
| 2025年5月1日 10:00 | T: 4 G: 3 | レポート | T: 4 G: 4            | グローバルアリーナスタジアム |

| 2025年5月1日 10:00 | バーカー カレッジ | 33-36    | 京都工学院      | グローバルアリーナフィールドA |
| 2025年5月1日 10:00 | T: 5 G: 4         | レポート | T: 5 G: 4 PG: 1 | グローバルアリーナフィールドA |

#### 男子 プールD
| 順位 | チーム                                  | 試合数 | 勝 | 分 | 負 | トライ | ゴール | PG | DG | 得点 | 失点 | 得失点差 | 勝ち点 | 順位決定トーナメント       |
| ---- | --------------------------------------- | ------ | -- | -- | -- | ------ | ------ | -- | -- | ---- | ---- | -------- | ------ | -------------------------- |
| 1    | 佐賀工業高等学校（佐賀）                | 3      | 3  | 0  | 0  | 14     | 10     | 0  | 0  | 90   | 27   | 63       | 14     | 1～4位決定トーナメントへ   |
| 2    | ラトゥ カダヴレヴ スクール （フィジー） | 3      | 2  | 0  | 1  | 24     | 16     | 0  | 0  | 152  | 53   | 99       | 10     | 5～8位決定トーナメントへ   |
| 3    | 京都成章高等学校（京都）                | 3      | 1  | 0  | 2  | 15     | 8      | 4  | 0  | 103  | 52   | 51       | 6      | 9～12位決定トーナメントへ  |
| 4    | ベゼ ハイスクール（韓国）               | 3      | 0  | 0  | 3  | 0      | 0      | 1  | 0  | 3    | 216  | -213     | 0      | 13～16位決定トーナメントへ |

| 2025年4月28日 13:00 | ベゼ ハイスクール | 0-81     | 京都成章   | グローバルアリーナフィールドB |
| 2025年4月28日 13:00 |                   | レポート | T: 13 G: 8 | グローバルアリーナフィールドB |

| 2025年4月28日 14:20 | ラトゥ カダヴレヴ スクール | 27-28    | 佐賀工業  | グローバルアリーナスタジアム |
| 2025年4月28日 14:20 | T: 5 G: 1                  | レポート | T: 4 G: 4 | グローバルアリーナスタジアム |

| 2025年4月29日 15:20 | ベゼ ハイスクール | 0-36     | 佐賀工業  | グローバルアリーナフィールドC |
| 2025年4月29日 15:20 |                   | レポート | T: 6 G: 3 | グローバルアリーナフィールドC |

| 2025年4月29日 11:20 | ラトゥ カダヴレヴ スクール | 26-22    | 京都成章   | グローバルアリーナフィールドA |
| 2025年4月29日 11:20 | T: 4 G: 3                  | レポート | T: 2 PG: 4 | グローバルアリーナフィールドA |

| 2025年5月1日 11:20 | ラトゥ カダヴレヴ スクール | 99-3     | ベゼ ハイスクール | グローバルアリーナスタジアム |
| 2025年5月1日 11:20 | T: 15 G: 12                | レポート | PG: 1             | グローバルアリーナスタジアム |

| 2025年5月1日 11:20 | 京都成章 | 0-26     | 佐賀工業  | グローバルアリーナフィールドA |
| 2025年5月1日 11:20 |          | レポート | T: 4 G: 3 | グローバルアリーナフィールドA |

### 男子 順位決定トーナメント

#### 男子 13～16位決定 1回戦
| 2025年5月3日 10:00 | ジェングオ ハイスクール | 0-57     | 東海大学付属相模 | グローバルアリーナフィールドA |
| 2025年5月3日 10:00 |                         | レポート | T: 9 G: 6        | グローバルアリーナフィールドA |

| 2025年5月3日 11:30 | 京都工学院 | 38-19    | ベゼ ハイスクール | グローバルアリーナフィールドA |
| 2025年5月3日 11:30 | T: 6 G: 4  | レポート | T: 3 G: 2         | グローバルアリーナフィールドA |

#### 男子 15位決定戦
| 2025年5月5日 9:15 | ジェングオ ハイスクール | 28-26    | ベゼ ハイスクール | グローバルアリーナフィールドB |
| 2025年5月5日 9:15 | T: 4 G: 4               | レポート | T: 4 G: 3         | グローバルアリーナフィールドB |

#### 男子 13位決定戦
| 2025年5月5日 9:15 | 東海大学付属相模 | 21-27    | 京都工学院      | グローバルアリーナフィールドA |
| 2025年5月5日 9:15 | T: 2 G: 2 PT: 1  | レポート | T: 3 G: 3 PG: 2 | グローバルアリーナフィールドA |

#### 男子 9～12位決定 1回戦
| 2025年5月3日 13:30 | SGS フィルトン カレッジ | 17-12    | 京都成章  | グローバルアリーナフィールドA |
| 2025年5月3日 13:30 | T: 3 G: 1               | レポート | T: 2 G: 1 | グローバルアリーナフィールドA |

| 2025年5月3日 15:00 | 東福岡          | 55-7     | 長崎北陽台 | グローバルアリーナフィールドA |
| 2025年5月3日 15:00 | T: 8 G: 6 PG: 1 | レポート | T: 1 G: 1  | グローバルアリーナフィールドA |

#### 男子 11位決定戦
| 2025年5月5日 10:40 | 京都成章  | 24-39    | 長崎北陽台      | グローバルアリーナフィールドB |
| 2025年5月5日 10:40 | T: 4 G: 2 | レポート | T: 5 G: 4 PG: 2 | グローバルアリーナフィールドB |

#### 男子 9位決定戦
| 2025年5月5日 10:40 | SGS フィルトン カレッジ | 21-38    | 東福岡    | グローバルアリーナフィールドA |
| 2025年5月5日 10:40 | T: 3 G: 3               | レポート | T: 6 G: 4 | グローバルアリーナフィールドA |

#### 男子 5～8位決定 1回戦
| 2025年5月3日 10:00 | 桐蔭学園        | 30-29    | ラトゥ カダヴレヴ スクール | グローバルアリーナスタジアム |
| 2025年5月3日 10:00 | T: 4 G: 2 PG: 2 | レポート | T: 5 G: 2                  | グローバルアリーナスタジアム |

| 2025年5月3日 11:30 | バーカー カレッジ | 12-33    | ハミルトン ボーイズ ハイスクール | グローバルアリーナスタジアム |
| 2025年5月3日 11:30 | T: 2 G: 1         | レポート | T: 5 G: 4                        | グローバルアリーナスタジアム |

#### 男子 7位決定戦
| 2025年5月5日 9:15 | ラトゥ カダヴレヴ スクール | 45-7     | バーカー カレッジ | グローバルアリーナスタジアム |
| 2025年5月5日 9:15 | T: 7 G: 5                  | レポート | T: 1 G: 1         | グローバルアリーナスタジアム |

#### 男子 5位決定戦
| 2025年5月5日 10:40 | 桐蔭学園  | 19-26    | ハミルトン ボーイズ ハイスクール | グローバルアリーナスタジアム |
| 2025年5月5日 10:40 | T: 3 G: 2 | レポート | T: 4 G: 3                        | グローバルアリーナスタジアム |

#### 男子 1～4位決定 1回戦
| 2025年5月3日 13:30 | 御所実業  | 17-19    | 大阪桐蔭  | グローバルアリーナスタジアム |
| 2025年5月3日 13:30 | T: 3 G: 1 | レポート | T: 3 G: 2 | グローバルアリーナスタジアム |

| 2025年5月3日 15:00 | 佐賀工業        | 24-19    | 東海大学付属大阪仰星 | グローバルアリーナスタジアム |
| 2025年5月3日 15:00 | T: 3 G: 3 PG: 1 | レポート | T: 3 G: 2            | グローバルアリーナスタジアム |

#### 男子 3決定戦
| 2025年5月5日 12:05 | 御所実業  | 17-19    | 東海大学付属大阪仰星 | グローバルアリーナスタジアム |
| 2025年5月5日 12:05 | T: 3 G: 1 | レポート | T: 3 G: 2            | グローバルアリーナスタジアム |

#### 男子 決勝戦
| 2025年5月5日 14:10 | 大阪桐蔭 | 20-17    | 佐賀工業        | グローバルアリーナスタジアム |
| 2025年5月5日 14:10 | T: 4     | レポート | T: 2 G: 2 PG: 1 | グローバルアリーナスタジアム |

### World XV フレンドリーマッチ
| 2025年5月5日 13:25 | SANIX BLUE (プールA・B) | 5-14 | SANIX WHITE (プールC・D) | グローバルアリーナスタジアム |
| 2025年5月5日 13:25 | レポート                |      |                          | グローバルアリーナスタジアム |

## 配信
- YouTube公式チャンネル「SANIX WORLD RUGBY YOUTH TOURNAMENT」 で全試合ライブ配信[8][9][10]。

## スポンサー

### 特別協賛
- サニックスホールディングス

### 協賛
出典：
- 伸良商事、スズキスポーツ、サントリービバレッジソリュ―ション、ゼネラルアサヒ、JTB福岡支店、北洋建設、中村工業、増田石油、如水庵、博運社、筑水キャニコム、ワキタハイテクス、対馬グランドホテル、宗政酒造、鷹ノ羽会、村上外科病院、利光会、五反田病院吉武地区コミュニティ運営協議会